# Panagiotis Sikaras
Panagiotis Sikaras (griechisch Παναγιώτης Συκαράς; * 5. Mai 1979 in Chicago, Illinois) ist ein griechischer Baseballspieler, der bei den Heidenheim Heideköpfen als Pitcher spielt. Er nahm an den Olympischen Sommerspielen 2004 in Athen teil.

## Karriere
2000 startete Sikaras in der US-Minor-League bei den Arizona Diamondbacks. 2001 spielte er bei den Yakima Bears, den Lancaster JetHawks und den Tucson Sidewinders, bei denen er bis 2003 blieb. 2004 ging er zu den El Paso Diablos. Nach Olympia 2004 trat er 2005 für die Tennessee Smokies an, bevor er 2006 zunächst zu Erie SeaWolves und dann zu Gary Southshore Railcats wechselte. 2007 und 2008 war er in der American Association of Independent Professional Baseball bei den Edmonton Cracker-Cats tätig. 2010 startete er im italienischen Baseball bei den Godo Knights. Seit 2015 verstärkt er die Heidenheim Heideköpfe, mit denen er die Deutschen Meisterschaften 2015, 2017, 2019, 2020, 2021 sowie 2019 den Sieg beim CEB Cup erringen konnte.
Mit der griechischen Nationalmannschaft nahm er 2003 an den Europameisterschaften in Haarlem und an den Olympischen Sommerspielen 2004 teil, bei denen überraschend Italien geschlagen werden konnte.